# Klein y Wagner

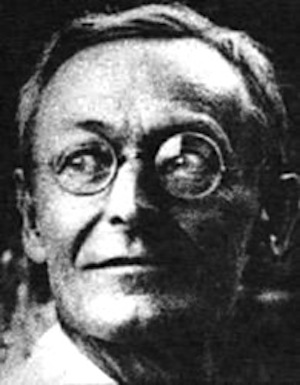
Hermann Hesse (1925)

Klein y Wagner es una novela corta de Hermann Hesse publicada en 1919. Narra los últimos días en la vida de Friedrich Klein, un empleado de banca que es buscado por la policía y ha huido al norte de Italia.

## Contenido
Escape al norte de Italia
Friedrich Klein, un padre de familia y empleado de banca de unos 40 años, huye en tren hacia el sur después de malversar dinero y falsificar documentos. Llega a una ciudad italiana y se registra en el «Hotel Milano» (Cap. 1). Lleno de desesperación, intenta comprender su acto, reflexiona de forma obsesiva y tiene pesadillas: «Todo había crecido y surgido dentro de él mismo, en su propio corazón había madurado el destino. El crimen y la rebeldía, el abandono de los deberes sagrados, un salto al vacío, el odio hacia su mujer, la huida, el aislamiento y, quizás, el suicidio. […] Klein no podía culpar a nada […] ni a nadie, excepto, tal vez, a su esposa. Sí, a ella, sin duda, se le podía y se le debía […] hacer responsable».
Recuerda un «sentimiento, o una fantasía, un estado anímico extraño y enfermizo, una tentación, un anhelo demencial […]. Era la idea o la visión de un terrible crimen sangriento que cometía al quitarles la vida a su mujer, a sus hijos y a sí mismo».
Años antes, cuando la vida de Klein era todavía casi feliz, un maestro de escuela del sur de Alemania llamado Wagner había masacrado a toda su familia. En aquel entonces, Klein condenó el acto con repulsión. Hoy, sin embargo, considera esa indignación una hipocresía; en su interior, había comprendido y aprobado el acto. Se había visto a sí mismo en el lugar de Wagner, en el banquillo de los acusados. Teme volverse loco si estas pesadillas continúan.
Teresina
Al día siguiente (Cap. 2), durante un paseo, disfruta del encanto del paisaje sureño junto al lago. Ese día, en el parque, se encuentra con la joven bailarina Teresina, de cabello amarillo metálico, a quien encuentra a la vez sexualmente atractiva y, precisamente por ello, vulgar y repulsiva. Reflexiona que esta valoración está relacionada con el miedo a su propia naturaleza, con la represión del animal o el demonio que es Wagner. Se siente desarraigado. «Todo lo que durante su vida había sido bueno y correcto, ya no lo era. Todo tiene que sacarlo de sí mismo, nadie le ayuda. ¿Y qué encuentra en su interior? ¡Ay, desorden y desgarro!».
Por la noche, ve a Teresina en un local con jardín durante una actuación de baile con su compañero Claudio. Su tango expresa «felicidad y alegría, belleza y lujo, un buen estilo de vida y el arte de vivir», y también «amor y sexualidad, pero no de una forma salvaje y ardiente, sino un amor lleno de naturalidad, ingenuidad y gracia». A esto le sigue una danza de libre fantasía que expresa «la fiel conformidad con la propia naturaleza, la entrega confiada a los deseos, los sueños y los juegos del corazón». Para él, es una imagen de la armonía de una persona consigo misma, y se enamora de ella.
Teresina se le acerca después del baile y concierta una cita con él para el día siguiente en el parque. Allí hablan sobre la doble existencia del ser humano: su apariencia externa, burguesa y socialmente aceptada, y su naturaleza interior (Cap. 3). Él confiesa que hasta entonces solo había hecho cosas «ajenas, solo aprendidas, solo buenas y correctas». Pero ya no podía soportar esa vida. Ahora el mundo ya no le importaba, estaba completamente solo. Se había caído del nido. Ahora debía hundirse o aprender a volar. Al verbalizar sus problemas, siente la limitación del lenguaje. Lo mejor sería guardar silencio.
Cuando Teresina le pregunta qué espera realmente de ella, no sabe qué responder, huye y deambula por los alrededores de la ciudad. En la naturaleza, su depresión da paso a un sentimiento eufórico, a una sintonía con Dios. En una posada rural, donde pasa la noche en un austero cuartucho, se siente feliz con la sensación de una vida sencilla y sin necesidades, libre de reflexión. Cuando la joven posadera, cuyo marido borracho ha abandonado la casa tras una disputa, se mete en su cama por la noche, él, tras un breve momento de placer, vuelve a hundirse en sentimientos de culpa, miedo y asco por la vida, y abandona la casa a toda prisa.
Pasa toda la noche a la intemperie. Se siente perdido y quiere quitarse la vida, como Wagner, arrojándose a las vías de un tren. Sin embargo, entonces comprende que con ello no resolvería sus problemas y que solo a través del sufrimiento podrá encontrar su camino hacia la madurez. Después, se duerme en el bosque.
Al día siguiente, va al salón de baile, ve a Teresina danzando y la invita a ir con él en barco esa noche al casino de Castiglione (Cap. 4). Lleva consigo dos billetes de mil y le pregunta si quieren jugar juntos. Ella es partidaria de hacerlo por separado. Él apuesta su billete a un solo número y pierde. Ella, en cambio, divide su cantidad y acaba con 5000. Para Teresina, el dinero ganado significa libertad. Él responde que el dinero no significa libertad, porque se pierde rápidamente. Solo en los deseos hay libertad.
Ella no entiende su filosofía de vida, intuye su inescrutable pasado criminal y le advierte: «Vives como un suicida». Al mismo tiempo, se siente atraída por ese hombre, mucho mayor que ella, e inicia una relación sexual con él. Para él, ella es un contrapunto infantil y de una «salud primitiva» a su personalidad desgarrada y depresiva. Durante su última noche de amor, la observa mientras duerme profunda y tranquilamente: «sin dolores, sin miedo, sin sospecha alguna, hermosa, insensible y tonta como un animal sano que duerme» (Cap. 5). En todo, él, el insomne, es la antítesis.
Tras el placer, se hunde de nuevo, y el dolor diabólico y los viejos miedos resurgen (Cap. 5). En el rostro dormido de Teresina, mira hasta el fondo y no ve nada de amor, del mismo modo que tampoco encuentra amor en su propio corazón, sino solo «ansia de vivir y miedo, y por […] un estúpido miedo infantil al frío, a la soledad, a la muerte, uno huye hacia el otro». También en su reflejo en el espejo ve «mucho engaño y falsedad»: «Es muy viejo, este rostro; mucho se ha representado en él, demasiado» (Cap. 5).
Al igual que en sus sueños sobre el asesino Wagner, busca un cuchillo para matarla a ella y luego a sí mismo.
Resolución
Klein vuelve en sí, abandona la habitación de Teresina, sube a una barca en la orilla, rema lago adentro y se deja deslizar en el agua. Muere con el pensamiento del acceso al eterno ciclo del flujo universal: «Todo el arte consistía en: dejarse caer» en el ciclo del mundo, que nace y muere eternamente.
«Cada vida es un aliento exhalado por Dios. Cada muerte es un aliento inhalado por Dios. Quien ha aprendido a no oponer resistencia, a dejarse caer, muere con facilidad, nace con facilidad. […] ¡No hay permanencia en Dios! ¡No hay descanso! Solo existe el eterno, eterno, magnífico y sagrado, ser exhalado y ser inhalado, la creación y la disolución, el nacimiento y la muerte, la partida y el retorno, sin pausa, sin fin. […] Cualquiera puede buscar. Cualquiera puede encontrar». (Cap. 5)

## Análisis breve
Gracias a la clásica división dramática en cinco capítulos, al predominio del monólogo interior (a menudo en estilo indirecto libre y, sobre todo, indirecto), combinado con un conflicto exclusivamente interno y la parca descripción de lugares y personajes, que apenas los esboza como arquetipos, Hesse se convierte en cofundador de un nuevo estilo de escritura y modo narrativo.
Tras lo que en un principio parece una simple historia policíaca narrada desde la perspectiva del personaje, se oculta un moderno «psicodrama» que presenta similitudes formales con la novela Ulises de James Joyce, publicada en 1922.
Al igual que en su novela El lobo estepario, el autor supedita el flujo y el ritmo de la narración a los sentimientos del protagonista. Klein y Wagner esboza, a través de un antagonismo, el retrato de la vida burguesa a principios de la modernidad. Por un lado, Friedrich Klein actúa conforme a los valores burgueses; por otro, en un momento dado, su yo reprimido irrumpe.
El mundo burgués, con sus normas, valores y metas convencionales, se ha convertido para Klein en un corsé insoportable en el que se siente atrapado y presionado. Es precisamente dentro de esta vida burguesa, que para él es demasiado estrecha o incluso completamente falsa, donde Klein transgrede las normas y valores burgueses. Si bien su adhesión extrema a lo que él mismo considera las normas le proporciona una vida social segura y cómoda, también conduce a una creciente insatisfacción, que encuentra su estallido, igualmente extremo, en la malversación y la huida.
El intento de Klein de desabrocharse el corsé burgués lo conduce, aquí y allá, a grandes revelaciones sobre su yo más íntimo. Sin embargo, al mismo tiempo se siente indefenso y desamparado, y finalmente muere. Aunque desprecia el mundo burgués, está igualmente sometido a los miedos al futuro y a las cargas del pasado, y no logra liberarse de ello de forma definitiva.
Klein no conoce alternativas a sus modelos de interpretación y prejuicios, moldeados por la sociedad; el mundo burgués no le había dado la oportunidad de aprender a conocerse, a amarse y a vivir su propia vida.
Con la figura del maestro Wagner, Hesse recurre a un caso histórico y de gran actualidad en su época: el de un autor de una masacre sobre el que había informado la prensa. Debido a su notoriedad, el caso Wagner es idóneo para suscitar debates sobre la responsabilidad del individuo y de la sociedad, así como para poner de manifiesto la urgencia y actualidad del conflicto que libra Klein.

## Referencia autobiográfica
Cuando Hesse llegó al Tesino en abril de 1919 y finalmente se estableció en Montagnola, acababa de tomar la difícil decisión de abandonar a su mujer y a sus tres hijos.
A esto le habían precedido el extenuante trabajo de establecer una Central de Asistencia para Prisioneros de Guerra en Berna, que requirió la separación de su familia, las pruebas desgarradoras de la Primera Guerra Mundial, así como los insultos y difamaciones que lo tildaban de ser alguien que «ensuciaba su propio nido» y un individuo antipatriota.
Hesse se había sometido a un agotador psicoanálisis de año y medio cuando su primera esposa, Mia, cayó en octubre de 1918 en una enfermedad anímica tan grave, que sus recaídas depresivas tuvieron que ser tratadas con internamiento durante largos periodos en tres sanatorios diferentes hasta 1925. El psicoanalista que la trataba entonces, Carl Gustav Jung, llegó a la conclusión de que la separación de la pareja era inevitable, con el acuerdo de que Maria se haría cargo de los tres hijos y Hesse continuaría por separado su carrera literaria. Sin embargo, el estado de Mia Hesse no le permitió hacerse cargo de los tres hijos, de modo que estos tuvieron que ser alojados con amigos, con padres de acogida y en internados rurales.
Hesse no buscó la causa del error y el fracaso de su matrimonio en su esposa, sino en sí mismo. Además, era consciente de la tragedia que suponía la separación de sus hijos. Hesse reflejó toda esta constelación de relaciones con sus cuatro parientes más cercanos en Klein y Wagner, de tal forma que en la novela las fantasías de asesinato del funcionario Klein suponen una carga abrumadora para su conciencia.

## Ediciones de libros
Klein y Wagner se prepublicó en octubre de 1919 en la revista Vivos Voco («Revista para un nuevo espíritu alemán»), cofundada por el propio Hesse.
La primera edición apareció en 1920 en la editorial S. Fischer Verlag, dentro del volumen de relatos El último verano de Klingsor, junto con la narración homónima y el relato Alma de niño, escrito a finales de 1918, aún en Berna.
En 1931, estos tres relatos se publicaron junto con Siddhartha bajo el título Camino interior; en las nuevas ediciones de 1973 y 1983, esta colección se complementó con Caminata (sus apuntes del Tesino) y ocho acuarelas de Hesse.
La novela corta se publicó por primera vez de forma individual en 1958, en la colección Biblioteca Suhrkamp, y finalmente como libro de bolsillo en Suhrkamp en 1973, cuya 21.ª edición se publicó en 2014.